# Sign (Mr. Children)
Sign è un brano musicale del gruppo musicale giapponese Mr. Children, pubblicato come loro ventiseiesimo singolo il 26 maggio 2004, ed incluso nell'album I Love U. Il singolo ha raggiunto la prima posizione della classifica Oricon dei singoli più venduti in Giappone, vendendo 370 451 copie. Il brano è stato utilizzato come tema musicale del dorama televisivo Orange Days, con Satoshi Tsumabuki e Kou Shibasaki.

## Tracce
CD Singolo TFCC-89107
1. Sign
2. Mousou Mangetsu (妄想満月)
3. Konna Fuu ni Hidoku Mushiatsui Hi (こんな風にひどく蒸し暑い日)

## Classifiche
| Classifica (2008) | Posizione più alta |
| ----------------- | ------------------ |
| Giappone (Oricon) | 1                  |